# Rally de Azores de 2019
El Rally de Azores de 2019, oficialmente 54.º Azores Rallye, fue la quincuagésimo cuarta edición y la primera ronda de la temporada 2019 del Campeonato de Europa de Rally. Se celebró del 21 al 23 de marzo y contó con un itinerario de quince tramos sobre tierra que sumarón un total de 223,93 km cronometrados.
El ganador de la prueba fue el polaco Łukasz Habaj quien consiguió su primera victoria en el ERC. Fue acompañado en el podio por el local y ganador de la prueba en 2016, Ricardo Moura y por el británico Chris Ingram.

## Itinerario
| Día                     | Tramo | Nombre                  | Distancia | Ganador de la etapa | Automóvil      | Tiempo  | Líder de la general |
| ----------------------- | ----- | ----------------------- | --------- | ------------------- | -------------- | ------- | ------------------- |
| Día 1 (21 de marzo)     | -     | Remédios (Shakedown)    | 3.12 km   | Alexey Lukyanuk     | Citroën C3 R5  | 1:56.1  | -                   |
| Día 1 (21 de marzo)     | SS1   | Coroa da Mata           | 11.40 km  | Alexey Lukyanuk     | Citroën C3 R5  | 9:00.0  | Alexey Lukyanuk     |
| Día 1 (21 de marzo)     | SS2   | Mediana Remédios        | 8.33 km   | Alexey Lukyanuk     | Citroën C3 R5  | 5:42.6  | Alexey Lukyanuk     |
| Día 1 (21 de marzo)     | SS3   | SSS Marques 1           | 4.65 km   | Alexey Lukyanuk     | Citroën C3 R5  | 4:01.5  | Alexey Lukyanuk     |
| Día 2 (22 de marzo)     | SS4   | Pico da Pedra 1         | 11.00 km  | Alexey Lukyanuk     | Citroën C3 R5  | 7:31.3  | Alexey Lukyanuk     |
| Día 2 (22 de marzo)     | SS5   | Sete Cidades 1          | 24.17 km  | Alexey Lukyanuk     | Citroën C3 R5  | 16:49.6 | Alexey Lukyanuk     |
| Día 2 (22 de marzo)     | SS6   | Vista do Rei Feteiras 1 | 8.28 km   | Pierre-Louis Loubet | Škoda Fabia R5 | 6:38.0  | Alexey Lukyanuk     |
| Día 2 (22 de marzo)     | SS7   | Pico da Pedra 2         | 11.00 km  | Alexey Lukyanuk     | Citroën C3 R5  | 7:22.0  | Alexey Lukyanuk     |
| Día 2 (22 de marzo)     | SS8   | Sete Cidades 2          | 24.17 km  | Alexey Lukyanuk     | Citroën C3 R5  | 16:27.5 | Alexey Lukyanuk     |
| Día 2 (22 de marzo)     | SS9   | Vista do Rei Feteiras 2 | 8.28 km   | Alexey Lukyanuk     | Citroën C3 R5  | 6:29.2  | Alexey Lukyanuk     |
| Día 2 (22 de marzo)     | SS10  | SSS Marques 2           | 4.65 km   | Alexey Lukyanuk     | Citroën C3 R5  | 4:03.7  | Alexey Lukyanuk     |
| Día 3 (23 de marzo)     | SS11  | Graminhais 1            | 24.03 km  | Łukasz Habaj        | Škoda Fabia R5 | 17:16.7 | Alexey Lukyanuk     |
| Día 3 (23 de marzo)     | SS12  | Tronqueira 1            | 21.99 km  | Ricardo Teodósio    | Škoda Fabia R5 | 18:43.4 | Alexey Lukyanuk     |
| Día 3 (23 de marzo)     | SS13  | Vila Franca São Brás    | 15.96 km  | Ricardo Teodósio    | Škoda Fabia R5 | 12:26.8 | Alexey Lukyanuk     |
| Día 3 (23 de marzo)     | SS14  | Graminhais 2            | 24.03 km  | Ricardo Moura       | Škoda Fabia R5 | 17:23.3 | Łukasz Habaj        |
| Día 3 (23 de marzo)     | SS15  | Tronqueira 2            | 21.99 km  | Ricardo Teodósio    | Škoda Fabia R5 | 18:49.1 | Łukasz Habaj        |
| Fuente:ewrc-results.com |       |                         |           |                     |                |         |                     |

## Clasificación final
| Pos.                     | Piloto                | Copiloto             | Automóvil              | Equipo                     | Tiempo    | Puntos |
| ------------------------ | --------------------- | -------------------- | ---------------------- | -------------------------- | --------- | ------ |
| 1                        | Łukasz Habaj          | Daniel Dymurski      | Škoda Fabia R5         | Sports Racing Technologies | 2:50:55.4 | 25+10  |
| 2                        | Ricardo Moura         | António Costa        | Škoda Fabia R5         | Ricardo Moura              | +8.4      | 18+10  |
| 3                        | Chris Ingram          | Ross Whittock        | Škoda Fabia R5         | Toksport WRT               | +42.2     | 15+6   |
| 4                        | Bruno Magalhães       | Hugo Magalhães       | Hyundai i20 R5         | Team Hyundai Portugal      | +1:29.0   | 12+6   |
| 5                        | Ricardo Teodósio      | José Teixeira        | Škoda Fabia R5         | Ricardo Teodósio           | +1:46.1   | 10+7   |
| 6                        | Marijan Griebel       | Stefan Kopczyk       | Volkswagen Polo GTI R5 | Marijan Griebel            | +2:12.5   | 8+4    |
| 7                        | Alexandros Tsouloftas | Antonis Chrysostomou | Škoda Fabia R5         | Toksport WRT               | +4:34.7   | 6      |
| 8                        | Bernardo Sousa        | Victor Calado        | Citroën C3 R5          | Raly/Autoaçoreana Racing   | +6:44.0   | 4+1    |
| 9                        | Vojtěch Štajf         | Veronika Havelková   | Škoda Fabia R5         | ACCR Czech Rally Team I    | +10:10.7  | 2      |
| 10                       | Paulo Nobre           | Gabriel Morales      | Škoda Fabia R5         | Palmeirinha Rally          | +11:40.9  | 1      |
| Fuente: ewrc-results.com |                       |                      |                        |                            |           |        |